# Chorów (gmina w powiecie zdołbunowskim)
Chorów – dawna gmina wiejska istniejąca do 1939 roku w woj. wołyńskim (obecnie na Ukrainie). Siedzibą gminy były Chorów.
W okresie międzywojennym gmina Chorów należała do powiatu ostrogskiego w woj. wołyńskim. 1 stycznia 1925 roku powiat ostrogski przekształcono w powiat zdołbunowski (wraz ze znacznymi zmianami terytorialnymi). 1 kwietnia 1927 z gminy wyłączono wsie Bielmaż, Krasnostaw, Tatarską Ulicę oraz osadę Kaukaz, włączając je do gminy miejskiej Ostróg. 
Według stanu z dnia 4 stycznia 1936 roku gmina składała się z 30 gromad. Po wojnie obszar gminy Chorów wszedł w struktury administracyjne Związku Radzieckiego.
Nie mylić z gminą Chorów w powiecie horochowskim w woj. wołyńskim.